# 2.5次元的誘惑漫畫章節列表
《2.5次元的誘惑》是由橋本悠創作並繪製的日本漫畫，於2019年6月15日在《少年Jump+》開始連載。

## 單行本
| 1. 來自異次元的新生（） 2. 第一次的攝影會（） 3. 超色的姿勢（） 4. 制服攝影會！（） | 1. 「合體」的預感（） 2. 美花莉的心情（） 3. 誰才是莉莉艾露!?（） |

| 1. 第一次的角色扮演（） 2. 莉莉×美莉（） 3. 在晚上的社團辦公室修照!?（） 4. 宛如約會的早晨（） 5. 初次參加活動！（） | 1. 在更衣室出大事了!?（） 2. 視線的落點（） 3. 初次活動結束!!（） 4. 美花莉的挑戰！（） - 番外篇：Coser百物語（） |

| 1. 2.5次元咖啡廳!?（） 2. 前輩的祕密特訓!?（） 3. 莉莉艾露，遭遇大危機!?（） 4. 需要顧問老師！（） 5. 說服真由梨老師！（） | 1. 活動報告！（） 2. 這就是兩人的答案。（） 3. 妳愛著角色扮演嗎？（） - 番外篇：想製作超火辣角色扮演集！（） |

| 1. 專業人士的實力（） 2. 理理沙的問題（） 3. 妳不是莉莉艾露（） 4. 真由羅大人 VS 753!!（） 5. 競爭對手（） | 1. 莉莉艾露復活！（） 2. 同樣的笑容（） 3. 魔法鎧甲（） - 番外篇：753，花樣星期五（） |

| 1. 三叉路口（） 2. 螢幕的這頭（） 3. 大人的覺悟（） 4. 角色扮演的昨日今朝（） 5. 五大新星（） | 1. NONOA（） 2. 我能交到朋友嗎（） 3. 乃愛是（） - 番外篇：偶像莉莉艾露的攝影會!!（） |

| 1. 自身的想法（） 2. 與妳在一起（） 3. 朋友（） 4. 成為明日的我（） 5. 騎士（） | 1. 我的作法（） 2. 讓亞理亞掉進坑！（） 3. 我想成為夥伴！（） - 番外篇：亞理亞的研究!?（） |

| 1. 與友同樂（） 2. 命運（） 3. 亞理亞（） 4. 前往夏季Comiket！（） 5. 屋頂之戰（） | 1. 夏季Comiket的魔物（） 2. 斜陽之下（） 3. 和朋友一起創造的世界（） - 番外篇：2.5次元的誘惑（） |

| 1. 罪人（） 2. 主角的故事（） 3. 2.5次元的再會（） 4. 莉莉艾露外傳（） 5. 亞理亞的心情（） | 1. Comiket約會!?（） 2. 這個美好的世界（） 3. 夏日訓練營!?（） - 番外篇：角色扮演者NONOA的例行公事 （） |

| 1. 漫研 on the beach（） 2. 即將被測試真正的膽量（） 3. 美莉艾拉的身上（） 4. 美花莉的絕望（） 5. 天使的次元（） | 1. 2.5次元的理理沙（） 2. 聖母（） 3. 小正與麻里姊（） - 番外篇：訓練營之夜（） - 番外篇：真由羅與繪理的初次約會（） |

| 1. 角色扮演咖啡廳!?（） 2. 服裝會議!!（） 3. 麻里姊的祕密（） 4. 脫下制服（） 5. 我的角色扮演（） | 1. 容貌（） 2. 七隻小貓（） 3. 全部的我（） - 番外篇：後台景象（） |

| 1. 秋高氣爽（） 2. 和麻理姊一起念書！（） 3. 文化季慶功宴！（） 4. 瀧翠理的憂鬱（） 5. 期中考了！（） | 1. 冬季Comiket的準備!!（） 2. 選擇角色!!（） 3. 轉蛋大會！（） - 番外篇：文化季約會!?（） - 番外篇：卡拉OK再來一次！（） |

| 1. 夜姬（） 2. 冬天來了（） 3. 阿宅的聖誕節（） 4. 前往冬季Comiket!!（） 5. 2.5次元的服裝（） | 1. A組（） 2. 覺醒（） 3. 專家的遊戲（） - 番外篇：阿宅的聖誕夜・AFTER（） |

| 1. 12月28日（） 2. 炎（） 3. C99（） 4. 閃閃的亮光（） 5. 戰鬥結束了（） | 1. 新年參拜（） 2. 聯名咖啡廳！（） 3. 麻里奈廚房（） - 番外篇：阿宅們的除夕夜（） - 祕密附錄漫畫：情人節的背後（） |

| 1. 阿宅的情人節（） 2. 真命天子（） 3. 牆壁（） 4. 0.5次元的薄冰(前篇)（） 5. 0.5次元的薄冰(後篇)（） | 1. 驚蟄（） 2. 「異次元的二年級生」（） 3. 春天（） - 番外篇：麻里奈的懺悔（） - 番外篇：白色情人節（） |

| 1. 社團活動參觀！（） 2. 自由之翼（） 3. 你是有生產性的阿宅嗎？（） 4. 漫研的真面目（） 5. 遺傳（） | 1. 祕技（） 2. 芭琪艾露（） 3. 天界（） - 番外篇：小翼塞滿滿（） |

| 1. 魔界（） 2. 業火（） 3. 此時此刻的解答（） 4. 華翼貴（） 5. 只是很開心（） | 1. 室外宅活!!（） 2. 最後的四天王（） 3. 動畫化!?（） - 番外篇：挑選泳裝囉！（） |

| 1. 女王大人（） 2. 下一位四天王（） 3. 你們想完成什麼呢（） 4. 空隙（） 5. 花園（） | 1. 春季集訓!?（） 2. 身影重疊（） - 番外篇：愛照顧人的☆美花琳（） - 番外篇：去住一晚再來一篇！（） - 插畫傑作選（） |

| 1. 隔壁的天使（） 2. 無色的世界（） 3. 何者（） 4. 淡雪（） 5. 我的願望（） | 1. 愛色的世界（） 2. 某人的夢（） 3. 開始編輯吧！（） - 番外篇：諾諾亞的遊戲中心約會（） - 番外篇：素描！（） |

| 1. 體育季開始了！（） 2. 角色扮演集完成了！（） 3. 阿宅慶祝派對!?（） 4. 下次的四天王（） 5. 問答（） | 1. 角色扮演的起點（） 2. 理理沙的服裝（） 3. 我的翅膀（） - 番外篇：真由羅與繪理JK初體驗（） |

| 1. 夏天來了（） 2. 第二次夏天（） 3. 老師（） 4. 復活之日（） 5. 昔日的次元（） | 1. 肩並肩站立（） 2. 借景（） 3. 傳說級（） - 番外篇：無法決定內衣（） |

| 1. 繪理（） 2. 愛的行蹤（） 3. 老師的決定（） 4. 下一個最強（） | 1. 露露娜（） 2. 動畫（） 3. 第二次的夏季合宿！（） 4. 恐怖逃脫遊戲！（） |

| 1. 大人的對話!?（） 2. 次元的縫隙（） 3. 3次元的誘惑（） 4. 過於可愛的女人（） 5. 各自的夢想（） | 1. 奧村正宗的憂鬱（） 2. 最後的文化祭（） 3. 主舞台（） - 番外篇：誘惑什麼的才不會呢！（） |

| 1. 閃耀的星星（） 2. 文化祭當天！（） 3. 2.5次元的奧村（） 4. 有朝一日將世界的一半（） | 1. 最後的工作（） 2. 反轉（） 3. 胡桃（） 4. 稍後處理（） - 番外篇：瀧會長的應援！（） |

## 單行本未收錄
1. 最後的Comiket
2. 快晴
3. 約定之地
4. 拍動著這對小小的
5. 凱旋
6. 終點
7. angeli ex machina
8. 同一份愛之下
9. 那位莉莉艾露
10. 再次卡拉OK